# Liste der Flüsse in der Elfenbeinküste

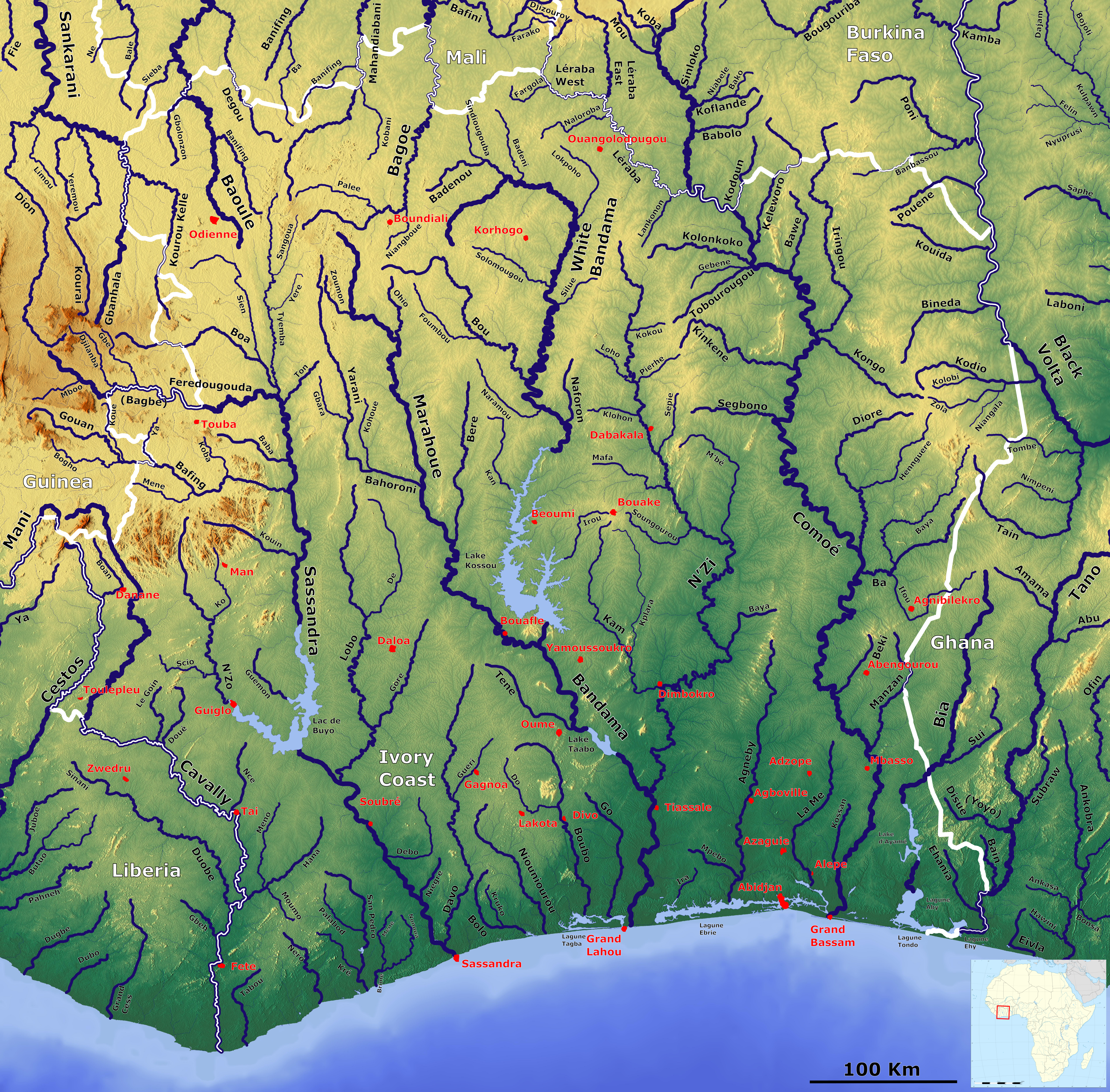

Dies ist eine Liste der Flüsse in der Elfenbeinküste. Das Land entwässert überwiegend relativ geradlinig von Nord nach Süd in den Golf von Guinea. Dabei gibt es drei Flüsse, die zusammen zwei Drittel der Fläche abdecken: den Sassandra, den Bandama und den Comoé. Weitere Flüsse, die mit ihrem Einzugsgebiet Teile der Elfenbeinküste abdecken, sind Cavally, Niger und Volta. Darüber hinaus gibt es noch mehrere Küstenflüsse.
In vielen Flüssen wurden Dämme gebaut, die teils große Seen wie den Kossoustausee und den Buyo-See aufstauen.

## Sassandra

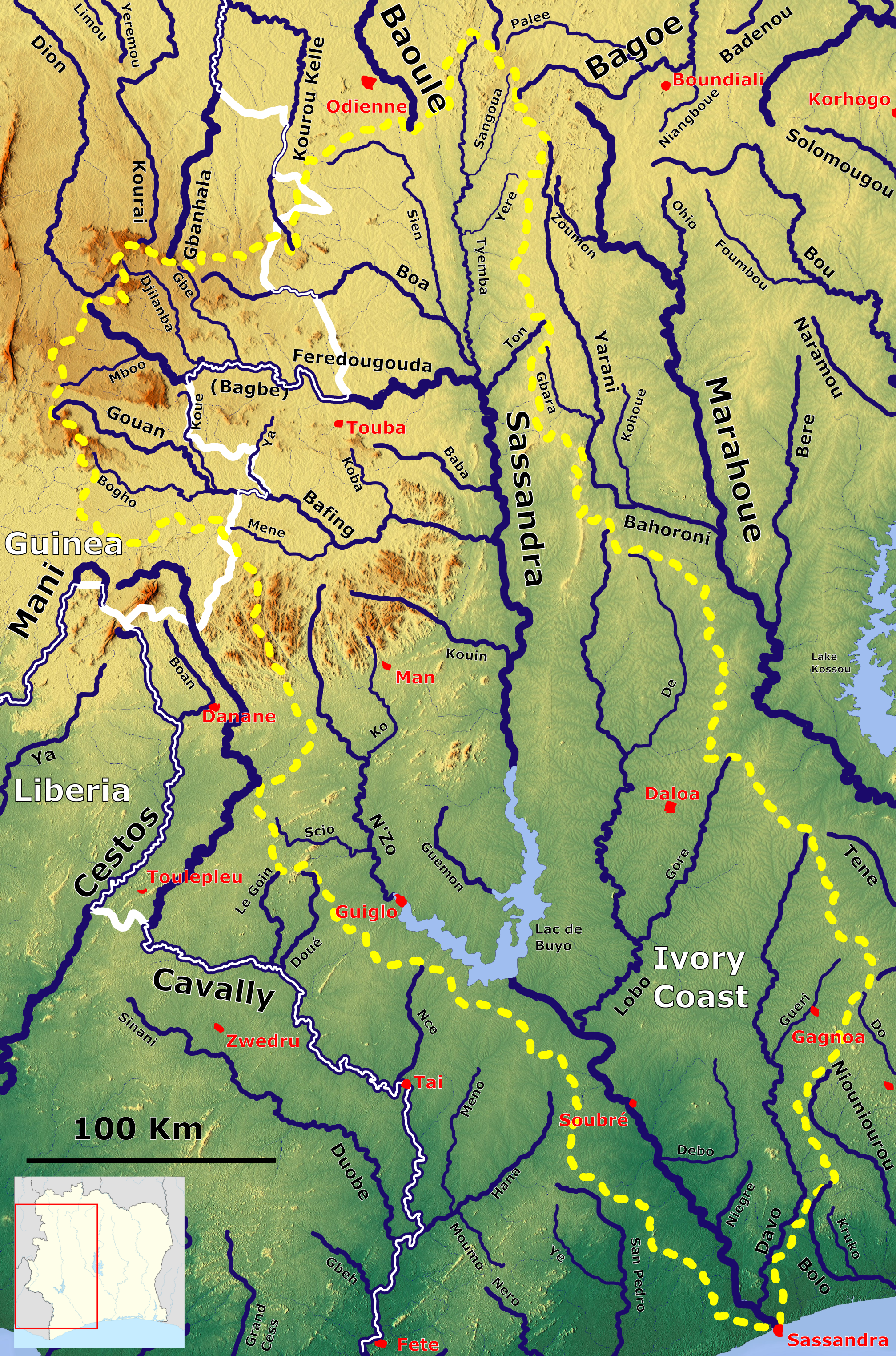

- Boa
  - Sien
  - Tyemba
    - Sangoua
    - Yere
- Feredougouda
- Ton
- Baba
- Gouan (Bafing Süd)
  - Koue
  - Ya
  - Mene
  - Koba
- Kouin
- Guemon
- N’zo
  - Kô
  - Scio
- Lobo
  - Gore
  - De
- Debo
- Niegre
- Davo
  - Gueri

## Bandama

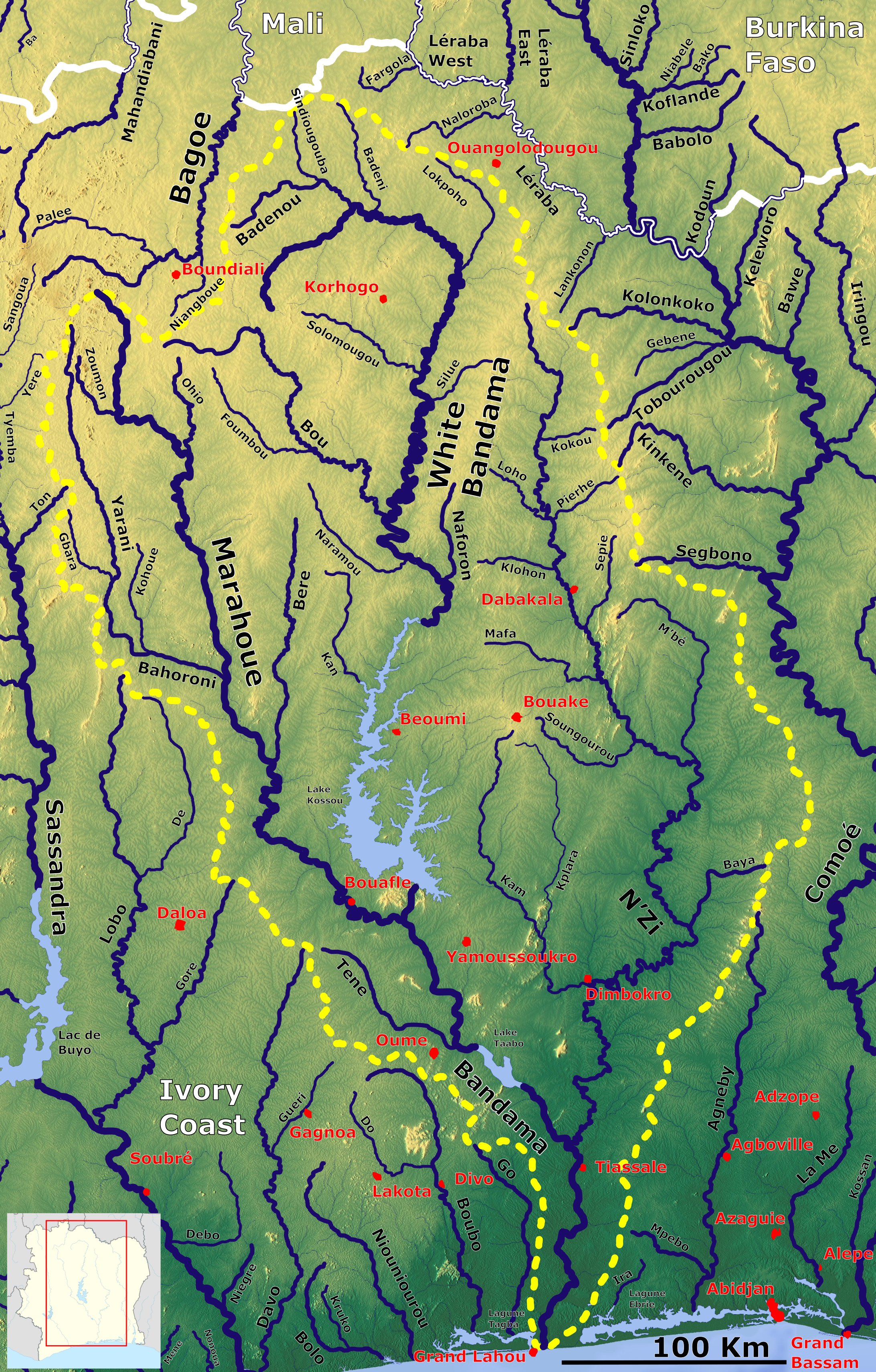

- N’Zi
  - Foro-Foro
  - M’bé
  - Kan
    - Kplara
- Solomougou
- Bou
- Badenou
- Marahoué
  - Béré
  - Yarani

## Comoé

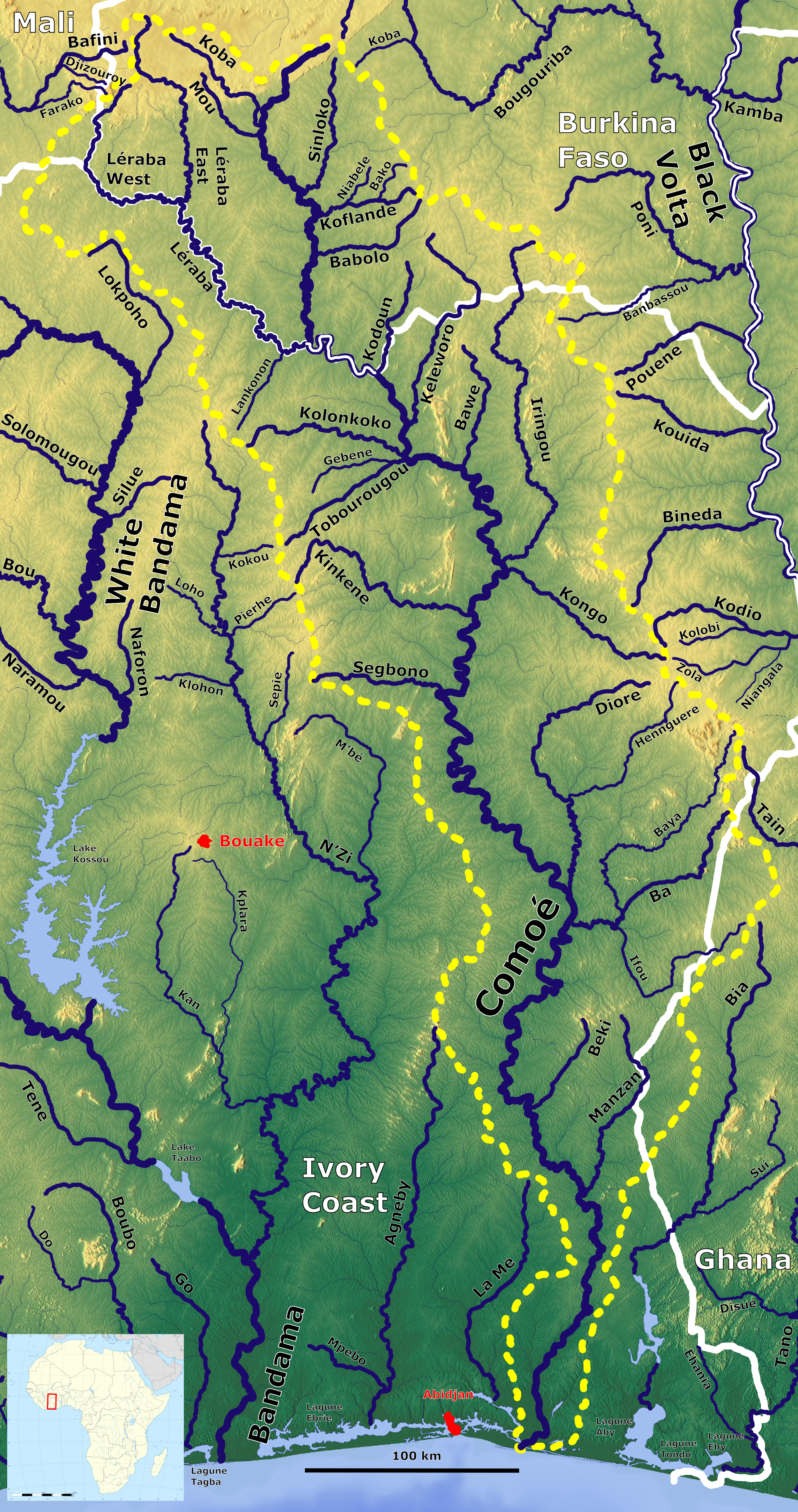

- Bawe
- Iringou
- Kongo
- Diore
- Ba
- Beki
- Manzan
- Léraba
- Kolonkoko
- Kinkene
- Segbono

## Cavally
- Doui
- La Goin
- Doue (Droni)
- Debe
- Nse
- Hana
  - Meno
- Neka
- Tablou

## Cestos River(Nuon)
- Boan
- Vi

## Niger

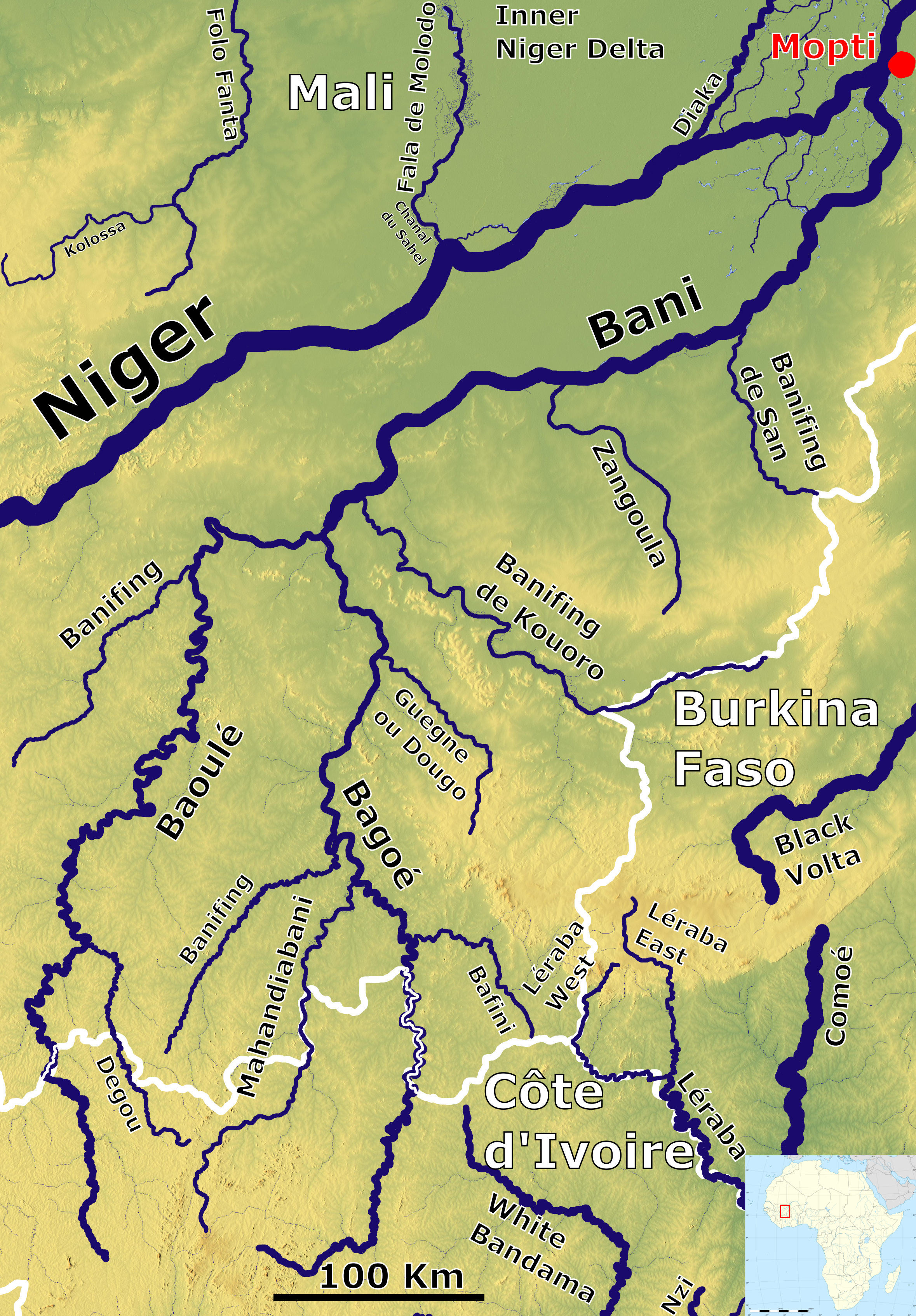

(über Bani und Sankarani)
- Bani (in Mali)
  - Bagoé
    - Kankelaba/Mahandiabani

  - Baoulé
    - Degou
- Sankarani

## Volta
- Schwarzer Volta
  - Koulda
  - Kolodio
  - Bineda
  - Kohodio
  - Tain

## Küstenflüsse
- Tano
  - Ehania
- Bia
- Banco
- Agnéby
- Mé
  - Mafou
- Boubo
  - Do
- San Pedro
  - Palabod
  - Kré
- Brime
  - Mene
  - Nonoua
- Néro (Niero)
- Dodo
- Tabou
- Boubo
- Go
- Niouniourou
- Bolo

## Aufteilung des Landes in seine Einzugsgebiete
| Fluss                | Einzugsgebietsfläche Gesamt [km²] | Fläche in der Elfenbeinküste [km²] | Prozent der Landesfläche |
| -------------------- | --------------------------------- | ---------------------------------- | ------------------------ |
| Bandama              | 99.700                            | 99.700                             | 30,6                     |
| Sassandra            | 75.000                            | 67.000                             | 20,6                     |
| Comoé                | 78.000                            | 57.300                             | 17,6                     |
| Niger                | 2.092.000                         | 22.600                             | 6,9                      |
| Cavally              | 30.000                            | 16.600                             | 5,1                      |
| Schwarzer Volta      | 149.000                           | 12.500                             | 3,8                      |
| Cestos (Nuon)        | 12.700                            | 2.300                              | 0,7                      |
| Bia                  | 10.100                            | 3.200                              | 1,0                      |
| Tano                 | 16.100                            | 1.200                              | 0,4                      |
| Agnéby               | 8.900                             | 8.900                              | 2,7                      |
| Boubo                | 5.100                             | 5.100                              | 1,6                      |
| Mé                   | 4.300                             | 4.300                              | 1,3                      |
| San Pedro            | 3.400                             | 3.400                              | 1,0                      |
| Go                   | 2.200                             | 2.200                              | 0,7                      |
| Niouniourou          | 2.100                             | 2.100                              | 0,6                      |
| Niero                | 1.300                             | 1.300                              | 0,4                      |
| Bolo                 | 1.300                             | 1.300                              | 0,4                      |
| Brime                | 1.200                             | 1.200                              | 0,4                      |
| Dodo                 | 800                               | 800                                | 0,2                      |
| Tabou                | 800                               | 800                                | 0,2                      |
| Weitere Küstenflüsse |                                   | 6.700                              | 2,1                      |
| Gesamt               |                                   | 325.600                            | 100,0                    |